# Künstlerbund Westmark
Der Künstlerbund Westmark wurde laut einem Artikel im Koblenzer Generalanzeiger vom 29. April 1921 von den Künstlern Friedrich Karl Ströher und Heinrich Gesemann gegründet, die auch den Vorstand übernahmen. Mitglieder waren Künstler aus dem gesamten Rheinland (Köln, Bonn, Eifel, Mosel, Hunsrück). Wie lange der Künstlerbund existierte, ist nicht belegt.
Diese Künstler werden auch als „verschollene Generation zwischen zwei Weltkriegen“ bezeichnet. Sie lebten und arbeiteten in der Zeit von Soldatentum, Nazi-Kunst und Aufbruch zur Moderne.

## Mitglieder (bekannt)
- Hans Adamy (Pfalzel)
- Ludwig Cauer (Kreuznach)
- Heinrich Gesemann (Enkirch), Vorstand
- Robert Gerstenkorn (Koblenz)
- Heinrich Hamm (Trier)
- Heinrich Hartung IV.
- Karl Kastenholz (Bad Kreuznach)
- Hermann Keck (Trier)
- Hans Kruzwicki (Boppard)
- Emil Müller-Ewald (Koblenz)
- Anton Nagel (Trier)
- Johann Osten (Köln)
- Fritz Quant (Trier)
- Friedrich Karl Ströher (Irmenach), Vorstand
- Hanns Sprung (Koblenz)
- August Trümper (Trier)
- Louis Ziercke (Bad Godesberg)

## Ziel
Ziel war unter anderem, der Kunst und den deutschen Künstlern im damals französisch besetzten Rheinland eine Stimme zu geben. Die Künstlergruppe organisierte gemeinsame Ausstellungsprojekte, unter anderem im gesamten Rheinland und in Berlin.